# Número quântico de spin
Na física atômica, o número quântico de spin é um número quântico que pode assumir apenas dois valores: -1/2 ou +1/2, indicando as orientações que o vetor spin de uma partícula pode assumir.
O número quântico de spin parametriza o momento angular intrínseco (ou momento angular de spin, ou simplesmente spin) de uma dada partícula. O número quântico de spin é o quarto de um conjunto de números quânticos: (o número quântico principal, o número quântico azimutal, o número quântico magnético e o número quântico de spin), que descrevem completamente o estado quântico de uma partícula. É designado pela letra s.
O nome vem da ideia de um movimento de rotação (denotada pela letra s) sobre um eixo, conceito originalmente proposto por Uhlenbeck e Goudsmit. No entanto, esse quadro simplista foi rapidamente percebido como fisicamente impossível e substituído por uma descrição mais abstrata da mecânica quântica.

## Spin total de um átomo ou molécula
Para alguns átomos, os spins de vários elétrons desemparelhados (s1, s2, ...) são acoplados para formar um número quântico total de spin S. Isso ocorre especialmente em átomos leves (ou em moléculas formadas apenas de átomos leves) quando o acoplamento spin-órbita é fraco se comparado ao acoplamento entre spins ou o acoplamento entre momentos angulares orbitais, uma situação conhecida como acoplamento LS porque L e S são constantes de movimento. Aqui, L é o número quântico do momento angular orbital total.
Para átomos com S bem definido, a multiplicidade de um estado é definida como (2S + 1). Isto é igual ao número de diferentes valores possíveis do momento angular total (orbital mais spin) J para uma dada combinação (L, S), desde que S ≤ L (o caso típico). Por exemplo, se S = 1, existem três estados que formam um trio. Os autovalores de Sz para esses três estados são + 1ħ, 0 e -1ħ. [3] O termo símbolo de um estado atômico indica seus valores de L, S e J.